# Gyrinus mergus
Gyrinus (Gyrinus) mergus – gatunek wodnego chrząszcza z rodziny krętakowatych i podrodziny Gyrininae.

## Taksonomia
Gatunek został opisany w 1812 roku przez Augusta Ahrensa.

## Opis
Ciało długości od 4,6 do 6,1 mm o zarysie w profilu równomiernie wypukłym. Przedplecze o obrzeżeniu ku przodowi zwężającym się i zanikającym, a bruździe przedniej krótkiej i głęboko punktowanej. Mikrorzeźba złożona z nakłuć I (względnie II) rzędu i siateczkowatego deseniu. Pokrywy o wierzchołku łagodnie łukowatym, punktach w rzędach środkowych dużych i gęsto rozmieszczonych, u obu płci silnie błyszczące. Podgięcia pokryw i przedplecza rdzawożółte, a reszta spodu ciała zwykle ciemnobrunatna. Pazurki odnóży niezaczernione. Prącie u wierzchołka nierozszerzone.

## Biologia i ekologia
Krętak ten spotykany jest w strumieniach i drobnych zbiornikach wodnych.

## Rozprzestrzenienie
Gatunek występuje w północnej i środkowej Europie oraz na Syberii. W Polsce w całym kraju.